# Barica (Chorwacja)
Barica – wieś w Chorwacji, w żupanii bielowarsko-bilogorskiej, w gminie Sirač. W 2021 roku liczyła 27 mieszkańców.